# Барбу Еуджен
Барбу Еуджен (20 лютого 1924, Бухарест — 7 вересня 1993) — румунський письменник, почав друкуватися у 1955 році.

## Творчість
Перший його роман — «Яма» (1957). Роман «Ойє та його сини» (1958) описує боротьбу за встановлення народної влади в Румунії. В «Північному шосе» (1959) відтворюється підпільна діяльяність комуністів під час Другої світової війни. Барбу Еуджен також є автором романів «Звалище» (1957), «Сотворення світу» (1964), «Князь» (1969) та «Інкогніто» (т. 1—2, 1976—77).